# Microgobius
Microgobius és un gènere de peixos de la família dels gòbids i de l'ordre dels perciformes.

## Taxonomia
- Microgobius brevispinis (Ginsburg, 1939)
- Microgobius carri (Fowler, 1945)[2]
- Microgobius crocatus (Birdsong, 1968)[3]
- Microgobius curtus (Ginsburg, 1939)
- Microgobius cyclolepis (Gilbert, 1890)
- Microgobius emblematicus (Jordan & Gilbert, 1882)
- Microgobius erectus (Ginsburg, 1938)
- Microgobius gulosus (Girard, 1858)
- Microgobius meeki (Evermann & Marsh, 1899)
- Microgobius microlepis (Longley & Hildebrand, 1940)[4]
- Microgobius miraflorensis (Gilbert & Starks, 1904)
- Microgobius signatus (Poey, 1876)
- Microgobius tabogensis (Meek & Hildebrand, 1928)
- Microgobius thalassinus (Jordan & Gilbert, 1883)[5][6][7][8][9][10]